# دیوید بیلینگتون (بازیکن فوتبال)
دیوید بیلینگتون (انگلیسی: David Billington؛ زادهٔ ۱۵ ژانویهٔ ۱۹۸۰) بازیکن فوتبال اهل بریتانیا است.
از باشگاه‌هایی که در آن بازی کرده‌است می‌توان به باشگاه فوتبال شفیلد ونزدی و باشگاه فوتبال پیتربورو یونایتد اشاره کرد.